# Les Dinos de l'espace
Les Dinos de l'Espace (Dinosaucers) est une série télévisée d'animation américano-canadienne en 65 épisodes de 22 minutes créée par Michael E. Uslan et Benjamin Melniker, produite par DIC et Coca-Cola Communications, et diffusée du 14 septembre au 11 décembre 1987 en syndication.
En France, onze épisodes ont été diffusés à partir du 5 septembre 1995 sur TF1 dans À Tout'Spip.

## Synopsis
La planète Reptillion est un champ de bataille entre les dinos (Dinosaucers) menés par Allo et les forces démoniaques (les tyrannos) menées par Genghis Rex. Après une longue durée de chaos, Reptillion approche de la destruction. Les dinos sont contraints à chercher une nouvelle planète pour s'y installer. Laquelle ? La Terre ! Mais les forces maléfiques de Genghis Rex semblent elles aussi s'approcher de notre planète…
Aidés par Paul, Sarah, David et Ryan, ils vont continuer cette palpitante bataille, la guerre ne fait que commencer.

## Fiche technique
- Producteur : Michael Maliani
- Producteurs exécutifs : Andy Heyward, Michael E. Uslan et Benjamin Melniker
- Scénaristes : Diane Duane, Michael E. Uslan et Benjamin Melniker
- Musiques : Shuki Levy, Haïm Saban
- Nombre d'épisodes : 65
- Pays : États-Unis, Canada, Japon
- Genre : série animée de science-fiction

## Voix originales
- Len Carlson : Allo / Quackpot
- Rob Cowan (en) : Tricero
- Marvin Goldhar (en) : Bonehead / Bronto Thunder
- Dan Hennessey : Genghis Rex / Plesio
- Ray Kahnert : Stego
- Gordon Masten : Styraco
- Don McManus : Brachio
- Edie Mirman : Pteryx
- Louise Vallance : Princess Dei
- Simon Reynolds : Ryan
- Barbara Lynn Redpath : Sera
- John Stocker (en) : Ankylo / Terrible Dactyl / Ugh
- Leslie Toth : David
- Chris Wiggins : Dimetro
- Thick Wilson : Ichy
- Richard Yearwood : Paul

## Épisodes
1. La Vallée des dinosaures (Dinosaur Valley)
2. Le Match (Take Us Out to the Ballgame)
3. Joyeux anniversaire (Happy Egg Day to You)
4. Acteurs malgré eux (Hooray for Hollywood)
5. La Liberté vacille (Divide and Conquer)
6. titre français inconnu (A Real Super Hero)
7. Détournement de hamburgers (Burgers Up!)
8. Notions de survie (Be Prepared)
9. Modèles réduits (That Shrinking Feeling)
10. titre français inconnu (Rockin' Reptiles)
11. Un amour de monstre (Sleeping Booty)
12. The First Snow
13. Trick or Cheat
14. Defective Defector
15. For the Love of Teryx
16. A Man's Best Friend Is His Dogasaurus
17. Carnivore In Rio
18. Frozen Fur Balls
19. Hook, Line and Stinker
20. The Prehistoric Purge
21. The Truth About Dragons
22. Chariots of the Dinosaucers
23. Eggs Mark the Spot
24. Mommy Dino-Dearest
25. The Whale's Song
26. Inquiring Minds
27. War of the Worlds...II
28. Beach Blanket Bonehead
29. The Bone Ranger and Bronto
30. Cindersaurus
31. Trouble In Paradise
32. Monday Night Clawball
33. Age of Aquariums
34. Scents of Wonder
35. Fine-Feathered Friends
36. Allo and Cos-Stego Meet the Abominable Snowman
37. The Quack-Up of Quackpot
38. It's an Archaeopteryx — It's a Plane — It's Thunder-Lizard
39. Teacher's Pest
40. Dino-Chips!
41. The Heart and Sole of Bigfoot
42. Karatesaurus Wrecks
43. Lochs and Bay Gulls
44. The Trojan Horseasaurus
45. We're Off to See the Lizard
46. Seeing Purple
47. There's No Such Thing as Stego-Claws
48. Applesaucers
49. Reduced for Clarence
50. Attack of the Fur Balls
51. Dinosaur Dundy
52. Those Reptilon Nights
53. The Dinolympics
54. Sara Had a Little Lambeosaurus
55. Beauty and the Bonehead
56. The Museum of Natural Humans
57. Saber-Tooth or Consequences
58. Camp Tyranno
59. The Babysitter
60. Toy-Ranno Store Wars
61. The T-Bone's Stakes
62. Scales of Justice
63. I Got Those 'Ol Reptilon Blues Again, Mommasaur
64. I Was a Teenage Human
65. The Friend

## Sortie en vidéo

### En France
Étant passée inaperçu en France (un mois d'antenne seulement), la série est sortie en 5 VHS dont chaque cassette contient deux épisodes de la série.

#### Liste des épisodes doublés et proposés en VHS
1. L'Erreur fatale
2. La Leçon de survie
3. La Machine infernale
4. Le Match des titans
5. Le Monstre marin
6. La Première Neige
7. La Surprise partie
8. Le Spectacle des dinosaures
9. La Vallée des dinosaures
10. Drôle de sport

### Dans le reste du monde
Un DVD bas de gamme[Quoi ?] multi-zones est sorti aux États-Unis contenant l'intégrale de la série en anglais.